# The Sensitive Sound of Dionne Warwick
| Оценки критиков               | Оценки критиков |
| Источник                      | Оценка          |
| ----------------------------- | --------------- |
| AllMusic                      | [ 1 ]           |
| Encyclopedia of Popular Music | [ 2 ]           |
| The Rolling Stone Album Guide | [ 3 ]           |

The Sensitive Sound of Dionne Warwick — четвёртый студийный альбом американской певицы Дайон Уорвик, выпущенный в 1965 году на лейбле Scepter Records. Продюсерами альбома стали Берт Бакарак и Хэл Дэвид.

## Об альбоме
С альбома были выпущены синглы «Who Can I Turn To» и «You Can Have Him», которые скромно показали себя в чартах, войдя лишь в топ-75. Также на альбоме присутствует песня «Unchained Melody», которая чуть позднее в этом году войдет в пятёрку лучших, но в исполнении The Righteous Brothers.
В чарте Billboard Top LPs альбом дебютировал 6 марта 1965 года на 137 месте, а 24 апреля занял свою пиковую 107 позицию, продержался он в общей сложности в чарте девять недель.

## Список композиций
| №  | Название                           | Автор(ы)                    | Длительность |
| -- | ---------------------------------- | --------------------------- | ------------ |
| 1. | «Unchained Melody»                 | Хай Зарет, Алекс Норт       | 4:12         |
| 2. | «Who Can I Turn To»                | Энтони Ньюли, Лесли Брикасс | 3:10         |
| 3. | «How Many Days of Sadness»         | Берт Бакарак, Хэл Дэвид     | 3:21         |
| 4. | «Is There Another Way to Love You» | Берт Бакарак, Хэл Дэвид     | 2:30         |
| 5. | «Where Can I Go Without You»       | Пегги Ли, Виктор Янг        | 3:05         |

| №   | Название                          | Автор(ы)                | Длительность |
| --- | --------------------------------- | ----------------------- | ------------ |
| 6.  | «You Can Have Him»                | Билл Кук                | 4:01         |
| 7.  | «Wives and Lovers»                | Берт Бакарак, Хэл Дэвид | 3:04         |
| 8.  | «Don’t Say I Didn’t Tell You So»  | Берт Бакарак, Хэл Дэвид | 3:23         |
| 9.  | «Only the Strong, Only the Brave» | Берт Бакарак, Хэл Дэвид | 2:19         |
| 10. | «Forever My Love»                 | Берт Бакарак, Хэл Дэвид | 2:16         |
| 11. | «That’s Not the Answer»           | Берт Бакарак, Хэл Дэвид | 2:05         |

## Чарты
| Чарт (1965)         | Высшая позиция |
| ------------------- | -------------- |
| США (Billboard 200) | 107            |